# Ann-Sophie Bettez
Pour les articles homonymes, voir Bettez.
Ann-Sophie Bettez (née le 14 novembre 1987 à Sept-Îles au Québec) est une joueuse canadienne de hockey sur glace. Elle évolue à la position d'attaquante.

## Biographie

### En club
Bettez joue au hockey universitaire avec l'équipe des Martlets de McGill où elle étudie en gestion. Elle est nommée joueuse par excellence du circuit lors de deux de ses trois dernières saisons avec l'équipe. Lors de sa dernière campagne en 2011-2012, elle finit deuxième au niveau des points, derrière Mélodie Daoust, et fait partie de la première équipe type de la ligue avec ses coéquipières Charline Labonté, Cathy Chartrand et Daoust.
Une fois engagée dans la LCHF, Bettez s'aligne avec les Stars (puis Canadiennes) de Montréal. Elle développe alors une complicité avec Marie-Philip Poulin avec qui elle forme l'un des meilleurs trios de la ligue en compagnie de Caroline Ouellette puis Kim Deschênes. Malgré sa petite stature, ne mesurant que 163 cm, elle est l'une des meilleure pointeuse de la ligue dès sa première saison et continue sur cette lancée pour les années qui suivent.
Lorsque la LCHF cesse ses activités en 2019, Bettez rejoint la compétition organisée par la PWHPA pour promouvoir le hockey féminin. Lorsqu'une équipe de la FPH s'installe à Montréal en 2022, elle la rejoint et est nommée comme première capitaine de la Force. Elle forme alors un duo productif en compagnie de Jade Downie-Landry. Cette nouvelle ligue disparait également l'année suivante et est remplacé par la LPHF. Toutes les équipes sont dissoutes et de nouvelles sont créées à leur place et les joueuses doivent passer par un repêchage. Bettez est alors choisie par la formation de Montréal au 14e tour, où rejoint alors Poulin. Elle est alors la deuxième joueuse la plus âgée de la ligue derrière Gisele Marvin,. Le 13 novembre 2023, elle signe un contrat d'un an avec l'équipe.

### En équipe nationale
Bettez est invitée pour la première fois au camp de sélection de l'équipe nationale sénior en 2011, mais ne fait pas l'équipe. Malgré de bonnes performances en ligue, elle n'est plus invitée pour plusieurs années. Elle reçoit finalement une chance avec l'équipe en 2019 à l'âge de 31 ans.

## Statistiques

### En club
| Saison    | Équipe                  | Ligue |                            | Saison régulière           | Saison régulière           | Saison régulière           | Saison régulière           | Saison régulière           |                            | Séries éliminatoires       | Séries éliminatoires       | Séries éliminatoires       | Séries éliminatoires | Séries éliminatoires |
| Saison    | Équipe                  | Ligue | PJ                         | B                          | A                          | Pts                        | Pun                        | PJ                         | B                          | A                          | Pts                        | Pun                        |                      |                      |
| 2006-2007 | Blues de Dawson         | LHCQ  | Statistiques indisponibles | Statistiques indisponibles | Statistiques indisponibles | Statistiques indisponibles | Statistiques indisponibles | Statistiques indisponibles | Statistiques indisponibles | Statistiques indisponibles | Statistiques indisponibles | Statistiques indisponibles |                      |                      |
| 2007-2008 | Martlets de McGill      | CIS   | Statistiques indisponibles | Statistiques indisponibles | Statistiques indisponibles | Statistiques indisponibles | Statistiques indisponibles | Statistiques indisponibles | Statistiques indisponibles | Statistiques indisponibles | Statistiques indisponibles | Statistiques indisponibles |                      |                      |
| 2008-2009 | Martlets de McGill      | CIS   | Statistiques indisponibles | Statistiques indisponibles | Statistiques indisponibles | Statistiques indisponibles | Statistiques indisponibles | Statistiques indisponibles | Statistiques indisponibles | Statistiques indisponibles | Statistiques indisponibles | Statistiques indisponibles |                      |                      |
| 2009-2010 | Martlets de McGill      | CIS   | 18                         | 22                         | 9                          | 31                         | 4                          | -                          | -                          | -                          | -                          | -                          |                      |                      |
| 2010-2011 | Martlets de McGill      | CIS   | 17                         | 11                         | 11                         | 22                         | 2                          | -                          | -                          | -                          | -                          | -                          |                      |                      |
| 2011-2012 | Martlets de McGill      | CIS   | 20                         | 13                         | 24                         | 37                         | 4                          | -                          | -                          | -                          | -                          | -                          |                      |                      |
| 2012-2013 | Stars de Montréal       | LCHF  | 23                         | 17                         | 16                         | 33                         | 2                          | 4                          | 1                          | 0                          | 1                          | 8                          |                      |                      |
| 2013-2014 | Stars de Montréal       | LCHF  | 23                         | 16                         | 24                         | 40                         | 12                         | 3                          | 3                          | 0                          | 3                          | 6                          |                      |                      |
| 2014-2015 | Stars de Montréal       | LCHF  | 23                         | 11                         | 12                         | 23                         | 4                          | 3                          | 2                          | 0                          | 2                          | 4                          |                      |                      |
| 2015-2016 | Canadiennes de Montréal | LCHF  | 24                         | 19                         | 25                         | 44                         | 12                         | 3                          | 1                          | 6                          | 7                          | 4                          |                      |                      |
| 2016-2017 | Canadiennes de Montréal | LCHF  | 24                         | 18                         | 18                         | 36                         | 4                          | -                          | -                          | -                          | -                          | -                          |                      |                      |
| 2017-2018 | Canadiennes de Montréal | LCHF  | 28                         | 19                         | 20                         | 39                         | 10                         | 2                          | 0                          | 0                          | 0                          | 0                          |                      |                      |
| 2018-2019 | Canadiennes de Montréal | LCHF  | 26                         | 18                         | 30                         | 48                         | 16                         | 4                          | 2                          | 1                          | 3                          | 0                          |                      |                      |
| 2019-2020 | PWHPA Montréal          | PWHPA | Statistiques indisponibles | Statistiques indisponibles | Statistiques indisponibles | Statistiques indisponibles | Statistiques indisponibles | Statistiques indisponibles | Statistiques indisponibles | Statistiques indisponibles | Statistiques indisponibles | Statistiques indisponibles |                      |                      |
| 2020-2021 | PWHPA Montréal          | PWHPA | 3                          | 1                          | 3                          | 4                          | 0                          | -                          | -                          | -                          | -                          | -                          |                      |                      |
| 2021-2022 | PWHPA Montréal          | PWHPA | 8                          | 7                          | 5                          | 12                         | 4                          | -                          | -                          | -                          | -                          | -                          |                      |                      |
| 2022-2023 | Force de Montréal       | FPH   | 23                         | 11                         | 11                         | 22                         | 8                          | -                          | -                          | -                          | -                          | -                          |                      |                      |
| 2024      | Équipe de Montréal      | LPHF  | Saison en cours ?          | Saison en cours ?          | Saison en cours ?          | Saison en cours ?          | Saison en cours ?          |                            |                            |                            |                            |                            |                      |                      |

### En équipe nationale
| Année | Équipe | Compétition          |   | PJ | B | A | Pts | Pun                |  | Résultat |
| 2019  | Canada | Championnat du monde | 7 | 0  | 4 | 4 | 0   | Médaille de bronze |  |          |

## Vie personnelle
Lors de son temps dans la LCHF, Bettez travaille également comme conseillère financière puisque les salaires de la ligue allaient de 2 000$ à 10 000$.